# Yoshino Kimura
Yoshino Kimura (木村佳乃?, Kimura Yoshino; Londra, 10 aprile 1976) è un'attrice e cantante giapponese, vincitrice nel 1998 di un Japanese Academy Award come miglior attrice esordiente.

## Biografia
Nata a Londra, da genitori entrambi impiegati della Japan Airlines, Yoshino Kimura ha vissuto nella città inglese fino all'età di due anni, quindi si trasferì con i genitori a New York, per un periodo di tre anni. Si laureò in letteratura inglese alla Seijo University.
Dopo essere apparsa in uno spot pubblicitario della Japan Airlines e aver partecipato alla miniserie televisiva Shōta no sushi, la Kimura debuttò come attrice cinematografica nel 1997, con il film drammatico Shitsurakuen, che le valse l'anno successivo il Japanese Academy Award come miglior attrice esordiente.
Nel 1998 debuttò in veste di cantante, incidendo il singolo Iruka no natsu. In totale ha inciso 5 singoli e 3 album.
Nel 2006 ottenne la seconda nomination ai Japanese Academy Award, come miglior attrice, grazie alla sua interpretazione in The Samurai I Loved. Nel 2007 lavorò con due celebri registi giapponesi quali Takeshi Kitano, che la diresse nella commedia Glory to the Filmmaker!, e Takashi Miike, che la diresse nel western Sukiyaki Western Django. Inoltre interpretò un ruolo in Crociera di sangue, tredicesimo episodio della seconda stagione della serie televisiva horror statunitense Masters of Horror.

## Filmografia parziale
- Shitsurakuen di Yoshimitsu Morita (1997)
- Beach Boys (serie televisiva) SP (1997)
- Isola: La tredicesima personalità (Isola: Tajuu jinkaku shōjo) di Toshiyuki Mizutani (2000)
- Love Complex - dorama del 2000.
- Her Island, My Island (Fune o oritara kanojo no shima) di Itsumichi Isomura (2003)
- Ichigo no kakera di Shun Nakahara e Tsutomu Takahashi (2005)
- The Samurai I Loved (Semishigure) di Mitsuo Kurotsuchi (2005)
- A Hardest Night!! (Nezu no ban) di Masahiko Tsugawa (2005)
- Sakuran di Mika Ninagawa (2006)
- Backdancers! di Kozo Nagayama (2006)
- Masters of Horror (serie TV) (episodio: Crociera di sangue (Dream Cruise)) di Norio Tsuruta (2007)
- Glory to the Filmmaker! (Kantoku · Banzai!) (2007)
- The Suicide Song (Densen uta) di Masato Harada (2007)
- Sukiyaki Western Django (Sukiyaki Uesutan Jango) di Takashi Miike (2007)
- Samurai Gangsters (Jirochō sangokushi) di Masahiko Tsugawa (2008)
- Rescue Wings (Sora e: Sukui no tsubasa resukyū uingusu) di Masaaki Tezuka (2008)
- Confessions (2010)

### Doppiaggio
- Il professor Layton e il futuro perduto (2008), Claire Foley/Celeste
- Il ragazzo e l'airone (2023), Natsuko

### Ruoli di doppiaggio
- Atlantis - L'impero perduto (2001), Kida
- Boog & Elliot - A caccia di amici (2006), Beth
- Kung Fu Panda (2008), Tigre
- Kung Fu Panda 2 (2011), Tigre
- Red (2022), Ming Lee